# Socorro (Teksas)
Socorro je grad u američkoj saveznoj državi Teksas. Prema popisu stanovništva iz 2010. u njemu je živjelo 32.013 stanovnika.